# Dorcadion punctulicolle
Dorcadion punctulicolle är en skalbaggsart som beskrevs av Stefan von Breuning 1944. Dorcadion punctulicolle ingår i släktet Dorcadion och familjen långhorningar. Inga underarter finns listade i Catalogue of Life.